# Tatsuya Murao
Tatsuya Murao (村尾 龍矢 Murao Tatsuya?), född 26 mars 1988 i Kagoshima prefektur, är en japansk före detta fotbollsspelare.
Murao började sin karriär 2010 i FC Gifu. Han spelade 13 ligamatcher för klubben. 2013 flyttade han till Fujieda MYFC. Han avslutade karriären 2013.